# Nachal Na'aman

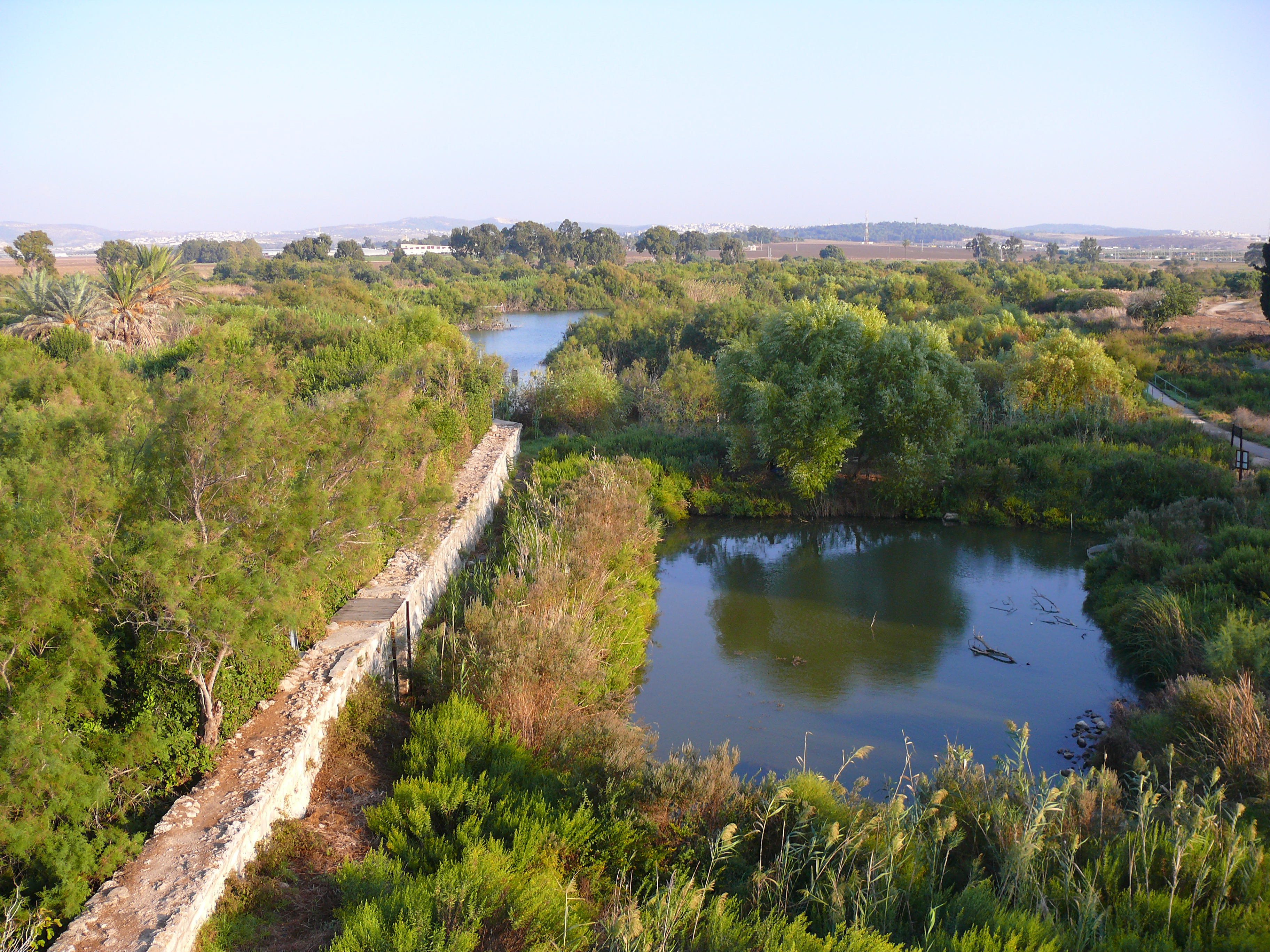
Prameniště Nachal Na'aman v močálech Ejn Afek

Nachal Na'aman (hebrejsky: נחל נעמן, v přepisu do angličtiny Nahal Na'aman) je vádí v Zebulunském údolí v Izraeli, severovýchodně od Haify.
V Bibli byl patrně označován jako „říčka Libnát“, Kniha Jozue 19,26 Další historické jméno tohoto vodního toku je „řeka Belus“.
V roce 1190 v rámci třetí křížové výpravy bojovali na mostě přes řeku Belus nedaleko města Akko čeští křižáci pod vedením Děpolta II.: „Nebylo jich více než tři sta, když na svých koních, vyjíce přitom spíše jako ďáblové než dítka Boží, vpadli na onen most, kde předtím tolik dobrých křesťanů své životy nechati muselo. Mnoho jich padlo, sestřeleno z koní, jiní zahynuli skláceni šavlemi, ale oni neustali rubat Saracény, dokud je všechny nezdolali.“
Pramení v močálech v přírodní rezervaci Ejn Afek nedaleko vesnice Afek v Zebulunském údolí. Pak směřuje k severu, přičemž sleduje východní okraj pobřežního pásu písečných dun podél Haifského zálivu. Původní močály, které vyplňovaly větší část údolí, byly vysušeny a místo nich je tu intenzivně zemědělsky využívaná krajina. Tok Nachal Na'aman zde lemuje soustava umělých vodních nádrží. Po asi 10 kilometrech se trasa toku stáčí u vesnice Ejn ha-Mifrac ostře k západu a jižně od města Akko ústí do Středozemního moře. Těsně před ústím do moře ještě zprava přijímá vádí Nachal Ako. Dolní tok Nachal Na'aman tvoří severní hranici Zebulunského údolí.
Ve starověku stávalo město Akko o něco východněji od své dnešní polohy, na sídelním pahorku, přičemž Nachal Na'aman (Belus) protékal dále k severu (nynější ústí do moře je novodobého původu) a s okolními močály tvořil z jihu a východu součást obranného systému tohoto města.